# Philodromus albidus
Espèce
Philodromus albidus est une espèce d'araignées aranéomorphes de la famille des Philodromidae.

## Répartition
Cette espèce se rencontre en Europe et en Turquie.

## Description

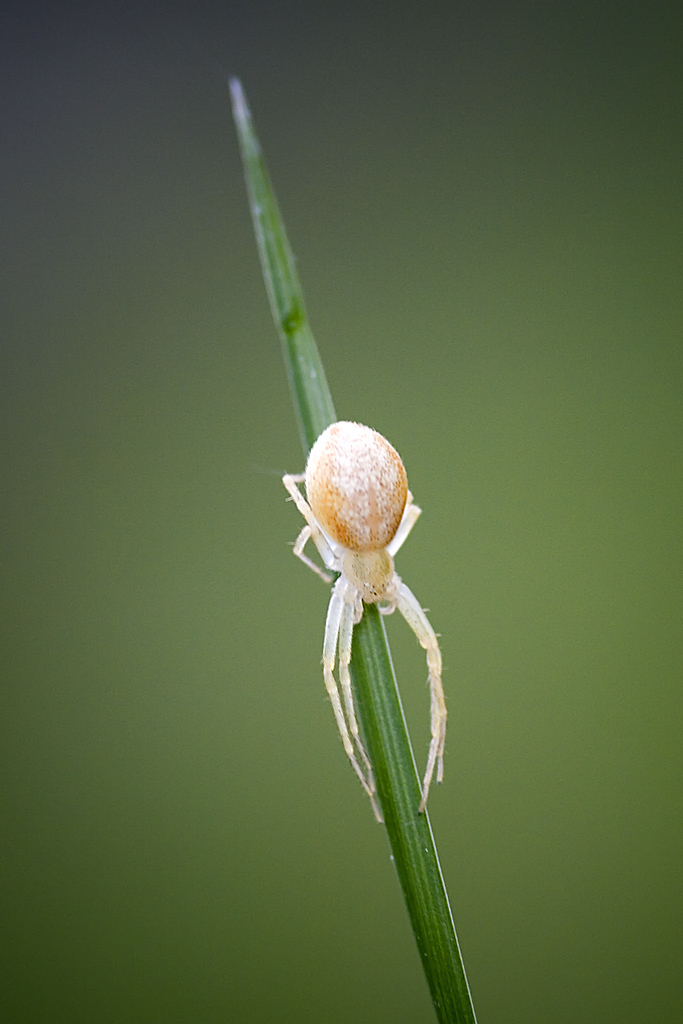
Philodromus albidus

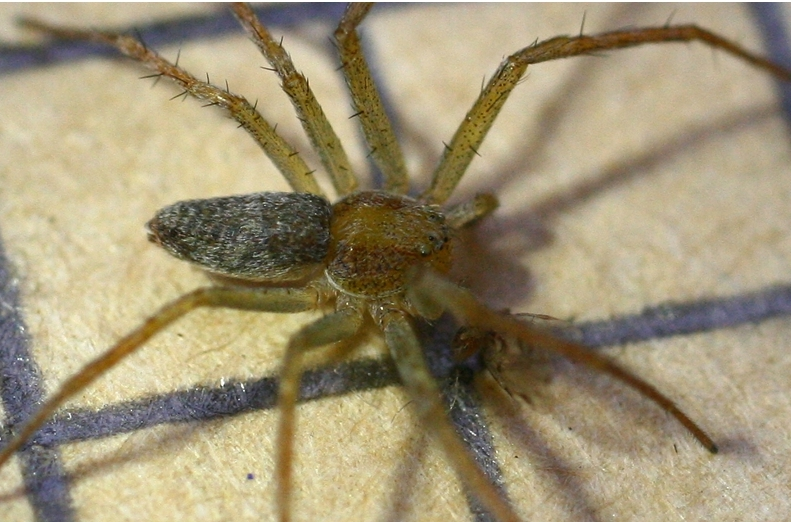
Philodromus albidus

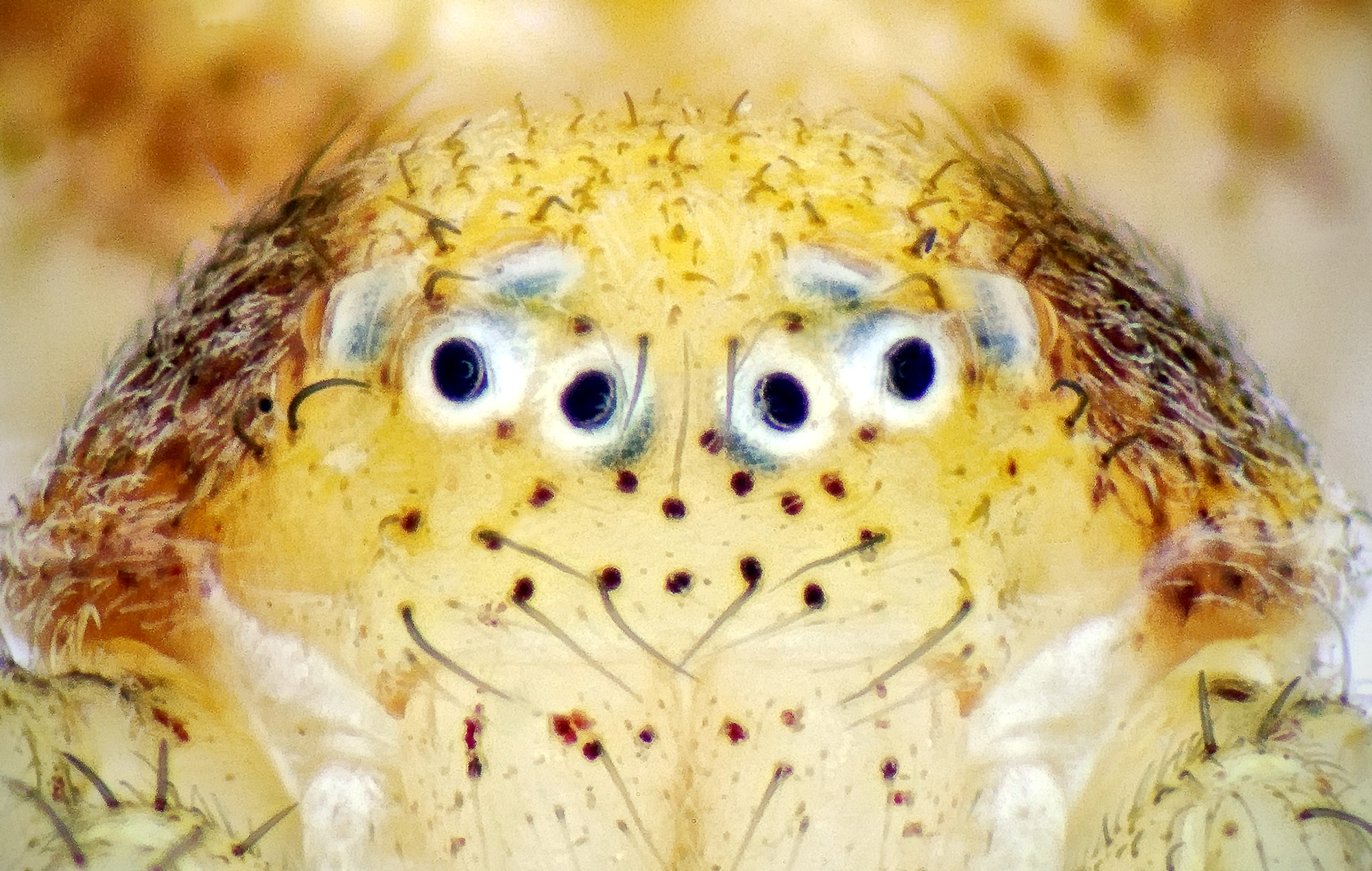
Philodromus albidus

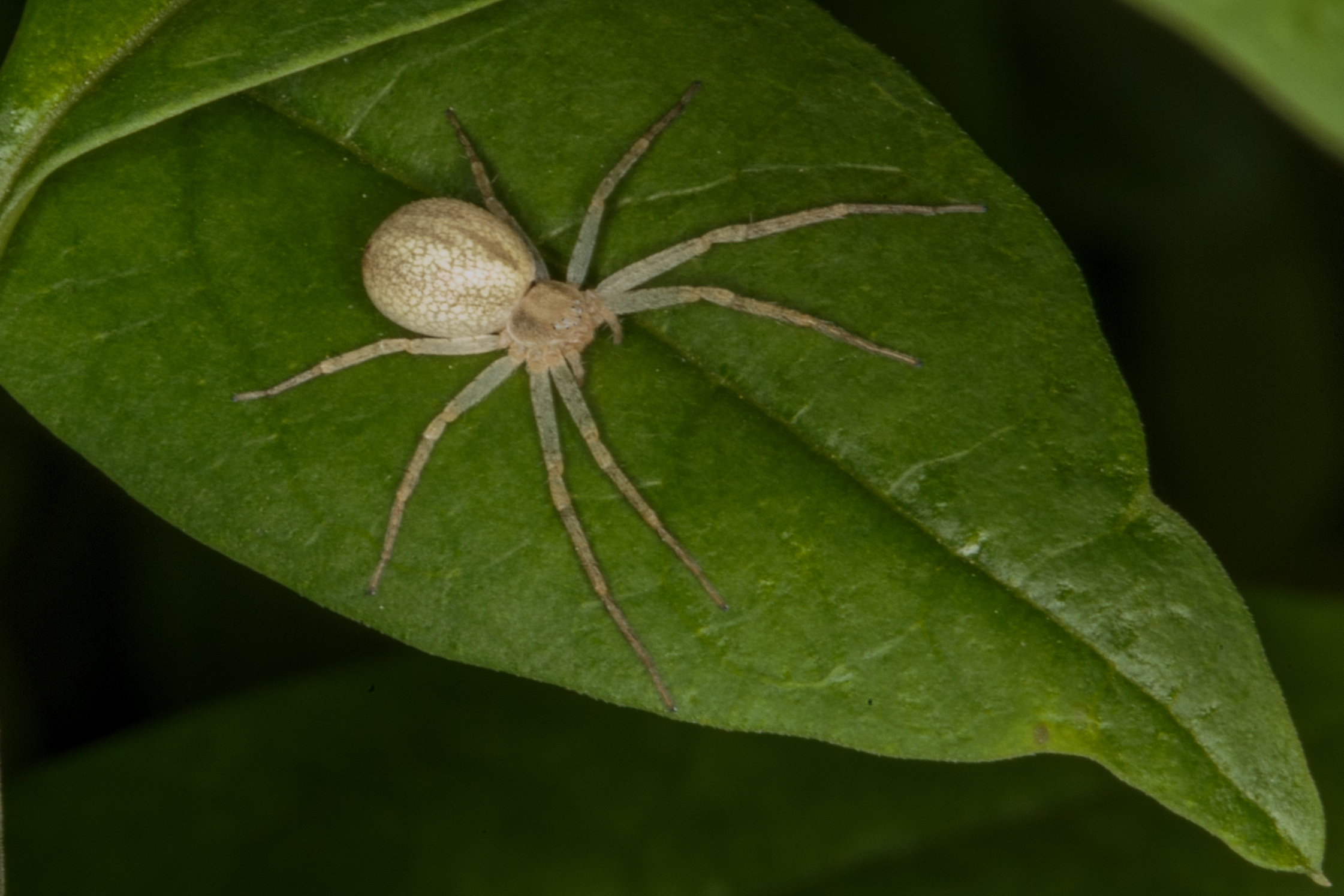
Philodromus albidus

Les mâles mesurent de 3,2 à 3,8 mm et les femelles de 4,0 à 5,5 mm.

## Systématique et taxinomie
Cette espèce a été décrite en 1911 par Władysław Kulczyński.

## Publication originale
- (la) VL. Kulczyński, « Fragmenta Arachnologica. XVI, XVII », Bulletin international de l'Académie des Sciences de Cracovie, Classe des Sciences Mathématiques et Naturelles, 1911, vol. 1911, p. 12-75.